# 라몬 에레디아
라몬 아르만도 에레디아 루아르테(스페인어: Ramón Armando Heredia Ruarte, 1951년 2월 26일, 코르도바 ~)는 아르헨티나의 전직 축구 수비수로, 전직 아르헨티나 국가대표 선수로호 활동했다.
에레디아는 1969년에 아르헨티나의 산 로렌소에서 신고식을 치렀다. 1972년, 그는 시 및 전국 리그를 석권한 선수단의 일원이었다. 그는 1973년에 아틀레티코 마드리드에 합류해 1974년 유러피언컵 준우승에 일조했다. 그는 부동의 주전으로 3년 동안 활약했지만, 4년차에는 부상으로 선발에서 밀려났다.(이 시즌에 알레티는 리그 우승을 거두었다) 이후, 그는 파리 생제르맹으로 이적했으나, 이 곳에서도 자주 기용되지는 못했다. 파리에서 2년을 보낸 후, 그는 은퇴했다.
조각(Cacho)의 별칭으로 불리는 에레디아는 아르헨티나 국가대표팀 경기에 30번 출전했고, 1974년 월드컵에도 참가했다.
현역 은퇴 후, 에레디아는 감독일을 시작했다. 그는 처음에 톨레도와 레알 아빌레스 감독을 역임했고, 이후 1993년에 아틀레티코 마드리드 감독으로 취임했다. 그는 카디스와 산 페드로도 지휘했었다.

## 수상
아틀레티코 마드리드
- 인터콘티넨털컵: 1974
- 코파 델 헤네랄리시모: 1975-76
- 라 리가: 1976-77